# قوة الوفيات
في العلم الاكتواري قوة الوفيات  هي محاولة الوصول إلى معدل فوري للوفيات لسن معين مقاسه على أساس سنوي . وهي مماثلة لمعدل الإخفاق , وتسمي في نظرية الموثوقية بدالة الخطر(Hazard function) .

## الدافع والتعريف
في العلم الاكتواري , نعتبر احتمال وفاة أحد الأشخاص من سن x إلي سن x + 1 هو qx. وفي الحالات المستمرة يمكن أن نعتبر الاحتمال الشرطي للشخص الذي يبلغ x أن يموت في الفترة ما بين x و x + Δx هو : 

{\displaystyle P_{x}(\Delta x)=P(x<X<x+\Delta \;x\mid \;X>x)={\frac {F_{X}(x+\Delta \;x)-F_{X}(x)}{(1-F_{X}(x))}}}
حيث (FX(x هي دالة التوزيع التراكمي لمتغيرات عشوائية في الحالات المستمرة . ويكون قوة الوفيات هو هذا الاحتمال مقسوما على Δx . وإذا تركنا Δx تقترب إلى الصفر , تكون قوة الوفيات {\displaystyle \mu (x)}: 

{\displaystyle \mu \,(x)={\frac {F'_{X}(x)}{1-F_{X}(x)}}}
وبما أن (fX(x)=F 'X(x فإنه يمكن التعبير عن قوة الوفيات بالعلاقة : 
{\displaystyle \mu \,(x)={\frac {f_{X}(x)}{1-F_{X}(x)}}=-{\frac {S'(x)}{S(x)}}=-{\frac {d}{dx}}\ln[S(x)].}
ولفهم كيفية عمل قوة الوفيات نعتبر العمر x وأن (fX(x تساوي صفر فتكون العلاقة كالتالي:
{\displaystyle \,\mu (x)S(x)=f_{X}(x)}
أو بالشكل التالي 
{\displaystyle \mu (x)={\frac {f_{X}(x)}{S(x)}}.}
وفي كثير من الحالات , من الأفضل تحديد احتمال البقاء على قيد الحياة عندما تكون قوة الوفيات معلومة . وذلك عن طريق أن نكامل من الفترة x إلي الفترة x + t كما يلي : 
{\displaystyle \int _{x}^{x+t}-{\frac {d}{dy}}\ln[S(y)]\,dy}.
وباستخدام النظرية الأساسية للتفاضل والتكامل . ويكون الاختصار كالتالي : 
{\displaystyle \ln[S(x+t)]-\ln[S(x)],}
وبأخذ e للطرفين 
{\displaystyle {\frac {S(x+t)}{S(x)}}=S_{x}(t).}
وبذلك يكون احتمال بقاء الفرد على قيد الحياة هو : 
{\displaystyle S_{x}(t)=e^{-\int _{x}^{x+t}\mu (y)\,dy\,}.}

## مثال
هذا المثال مأخوذ من. وهو نموذج بقاء يتبع قانون ميكهام . 
{\displaystyle \mu (y)=A+Bc^{y}\quad {\text{for }}y\geqslant 0.}
وباستخدام الصيغة الأخيرة نجد أن : 
{\displaystyle \int _{x}^{x+t}A+Bc^{y}dy=At+B(c^{x+t}-c^{x})/\ln[c].}
و 
{\displaystyle S_{x}(t)=e^{-(At+B(c^{x+t}-c^{x})/\ln[c])}=e^{-At}g^{c^{x}(c^{t}-1)}}
حيث 
{\displaystyle g=e^{-B/\ln[c]}.}

## وصلات خارجية
- http://www.fenews.com/fen46/topics_act_analysis/topics-act-analysis.htm